# Lotsee
Lotsee és un poble dels Estats Units a l'estat d'Oklahoma. Segons el cens del 2000 tenia 11 habitants.

## Demografia
Segons el cens del 2000, Lotsee tenia 11 habitants, 3 habitatges, i 3 famílies. La densitat de població era de 212,4 habitants per km².
Dels 3 habitatges en un 33,3% hi vivien nens de menys de 18 anys, en un 100% hi vivien parelles casades, en un 0% dones solteres, i en un 0% no eren unitats familiars. En el 0% dels habitatges hi vivien persones soles el 0% de les quals corresponia a persones de 65 anys o més que vivien soles. El nombre mitjà de persones vivint en cada habitatge era de 3,67 i el nombre mitjà de persones que vivien en cada família era de 3,67.
Per edats la població es repartia de la següent manera: un 27,3% tenia menys de 18 anys, un 0% entre 18 i 24, un 36,4% entre 25 i 44, un 36,4% de 45 a 60 i un 0% 65 anys o més.
L'edat mediana era de 32 anys. Per cada 100 dones de 18 o més anys hi havia 100 homes.
La renda mediana per habitatge era de 152.338 $ i la renda mediana per família de 152.338 $. Els homes tenien una renda mediana d'11.250 $ mentre que les dones 51.875 $. La renda per capita de la població era de 41.917 $. Cap de les famílies estaven per davall del llindar de pobresa.

## Poblacions més properes
El següent diagrama mostra les poblacions més properes.